# Maria Kliónova
Maria Vassílievna Kliónova,rus: Мари́я Васи́льевна Клёнова; (12 d'agost de 1898 - 6 d'agost de 1976) fou una geòloga marinarussa i soviètica, doctora en ciències geològiques i mineralògiques i una de les fundadores de la geologia marina a l'URSS. i col·laboradora del primer atles antàrtic soviètic.
Klenova va estudiar per convertir-se en professora i després va treballar com a membre del Consell per a la Recerca Antàrtica de l'Acadèmia de Ciències de l'URSS. Durant aquest temps, va passar gairebé trenta anys investigant a les regions polars i es va convertir en la primera dona científica que va investigar l'Antàrtida. Es va incorporar a la primera expedició antàrtica soviètica (1955-57) i va treballar amb l'ANARE a l'illa Macquarie.

## Primers anys
Maria Vassílievna Kliónova va néixer a Irkutsk, llavors Imperi Rus, el 1898. Va ser educada a Iekaterinburg i es va traslladar a Moscou durant la Primera Guerra Mundial per treballar en un hospital mentre feia estudis mèdics. Va viatjar a Sibèria per continuar els seus estudis mèdics durant la Guerra Civil Russa. A principis dels anys vint, Kliónova va tornar a Moscou i va estudiar mineralogia. Es va graduar a la Universitat Estatal de Moscou el 1924. Va realitzar el seu doctorat sota la supervisió de Iàkov Samoilov i Vladímir Vernadski.

## Carrera
Kliónova va iniciar la seva carrera de geologia marina el 1925 com a investigador a bord del vaixell de recerca soviètic Perseu, adscrit a l'actual Institut Polar d'Investigació de la Pesca Marina i l'Oceanografia N. M. Knipóvitx) a la mar de Barentsz i als arxipèlags de Nova Terra, Spitsbergen, i la Terra de Francesc Josep. El 1933 Kliónova va produir el primer mapa complet del fons marí del mar de Barents. Va identificar i nomenar la plana abissal de Barents (85°N, 40°E) per l'explorador polar neerlandès Willem Barentsz (o Barents) que va morir el 1597 en la seva tercera expedició per trobar el pas del Nord-est.
El 1949, Kliónova es va convertir en investigadora principal de l'Institut Xirxov d'Oceanologia de l'Acadèmia de les Ciències de l'URSS.. El seu treball va incloure anàlisis de la geologia de fons marins a l'oceà Atlàntic, a l'Antàrtida, i a les mars Càspia, de Barents i Blanca. A l'estiu austral de 1956, va viatjar amb un equip oceanogràfic soviètic per mapar les zones no cartografiades de la costa antàrtica.

## Contribucions
Les seves contribucions van ajudar a crear el primer atles de l'Antàrtida, una obra innovadora de quatre volums publicada a la Unió Soviètica. Kliónova va passar la major part del temps fent observacions a bord dels trencaglaços russos Ob i Lena. El seu grup va prendre mesures oceanogràfiques a les aigües antàrtiques i subàrtiques. Juntament amb Kliónova, hi havia altres set dones a bord de l'Ob. En aquell moment les dones rarament tenien permès d'aventurar-se a la terra i havien de confiar en els seus col·legues masculins per recopilar i portar dades de mostres. Entre aquests dos viatges, va treballar a Mirny, una base russa a la costa de la Reina Maria (compartida per estacions de recerca australianes i poloneses). De camí a casa, Kliónova es va dirigir a l'illa Macquarie on es va convertir en la primera científica que va arribar a terra.
El seu llibre Gueologia mória rus: Геология моря ("Geologia del mar") publicat el 1948, fou el segon llibre de text dedicat a la geologia marina.

## Premis i honors
- 1943 - Orde de la Bandera Roja del Treball per l'estudi dels sòls marins i la creació de la disciplina científica "geologia del mar".[7]
- 1951 - Orde de Lenin
- 1962 - Premi Ivan Gubkin com a autors principals per la monografia "L'estructura geològica del vessant submarí del mar Caspi" (coautora amb V. Soloviov i N. S. Skorniakova)[8]
- 1969: Títol de Treballador honrat en Ciència i Tecnologia de la RSFSR
- 1975 - Orde de la Insígnia d'Honor

Diversos indrets han estat batejats amb el seu nom:
- Cràter Klenova: cràter d'impacte al planeta Venus.[9]
- Pic de Klenova a l'Antàrtida.[10]
- Vall de Klenova:[11] conca oceànica al nord de Groenlàndia, descoberta per l'expedició hidrogràfica de la Flota del Nord el 1981 - 1983. Coordenades 85° 19′ N, 45° 50′ O / 85.317°N,45.833°O[12]
- Mont Klenova: muntanya submarina situada 450 quilòmetres a l'est de la ciutat brasilera de Salvador. Coordenades 13° 01′ S, 34° 15′ O / 13.017°S,34.250°O[6]